# Haarlems
Het Haarlems is het stadsdialect dat in Haarlem gesproken wordt, met name door de lagere bevolkingsklasse. Het is een typisch Zuid-Hollands dialect, hoewel Haarlem in Noord-Holland ligt.

## Kenmerken
Men kan het Haarlemse dialect beschouwen als een "milde" vorm van het Amsterdams, omdat het veel kenmerken met het Amsterdams deelt maar in zijn algemeenheid dichter bij het Standaardnederlands staat. Karakteristieken zijn de stemloze uitspraak van in de standaardtaal stemhebbende fricatieven (v, z, g > f, s, ch), de relatief gesloten uitspraak van de korte e (dat wil zeggen: de uitspraak van pet gaat in de richting van pit) evenals de gepalataliseerde realisatie van de d, t en n (de Amsterdamse uitspraak van een woord als man hoort men dus ook in Haarlem). De aa wordt echter door de Haarlemmer als aa en niet, zoals door de Amsterdammer, als ao uitgesproken. Ook de Bargoense woordenschat en de straattaal ontbreken grotendeels. 
Wat betreft de grammatica en dergelijke kent het Haarlems alleen de afwijkingen die men elders in het Zuid-Hollands ook al aantreft, zoals kenne voor kunnen en as voor dan.
In het verleden sloot het Haarlems redelijk aan bij het Kennemerlands. Door dialectverandering is daar nu niets speciaals meer van te merken.

## Reputatie
Haarlem heeft de reputatie dat het de plaats is waar het zuiverste, het minst van de norm afwijkende Nederlands gesproken wordt. Hoewel het dialect van de plaats, zoals boven betoogd, inderdaad niet veel van het Standaardnederlands afwijkt, is het niet zo dat men naar Haarlem moet afreizen om juist daar het zuivere Nederlands te horen. Dit hardnekkige idee is waarschijnlijk in de wereld gebracht door Johan Winkler, die in 1874 een Dialecticon voor het Nederlands, het Nederduits en het Fries uitbracht. Hij merkte met betrekking tot Haarlem twee dingen op: ten eerste dat de volkstaal weinig afweek van het Standaardnederlands (door Winkler modern Hollandsch genoemd) en ten tweede dat in Haarlem de helft van de bevolking al "modern Hollandsch" (de door Winkler met zeer gemengde gevoelens benaderde gesproken standaardtaal) sprak. Hij ging zelfs zo ver dat hij het fragment in de gesproken standaardtaal geografisch onder Haarlem plaatste. Dit heeft nadien tot het misverstand geleid dat die standaardtaal ook uit Haarlem afkomstig was.
De Haarlemmer is zich er gewoonlijk niet van bewust dat hij een dialect spreekt. Er zijn geen muziekgroepen, cabaretiers of humoristische publicaties die gebruikmaken van het platte Haarlems, zoals dat bij veel andere stadsdialecten wel het geval is.